# フォー・コーナーズ (アメリカ合衆国)

赤い丸がフォー・コーナーズ。オレンジ色はフォー・コーナーズに接する州。

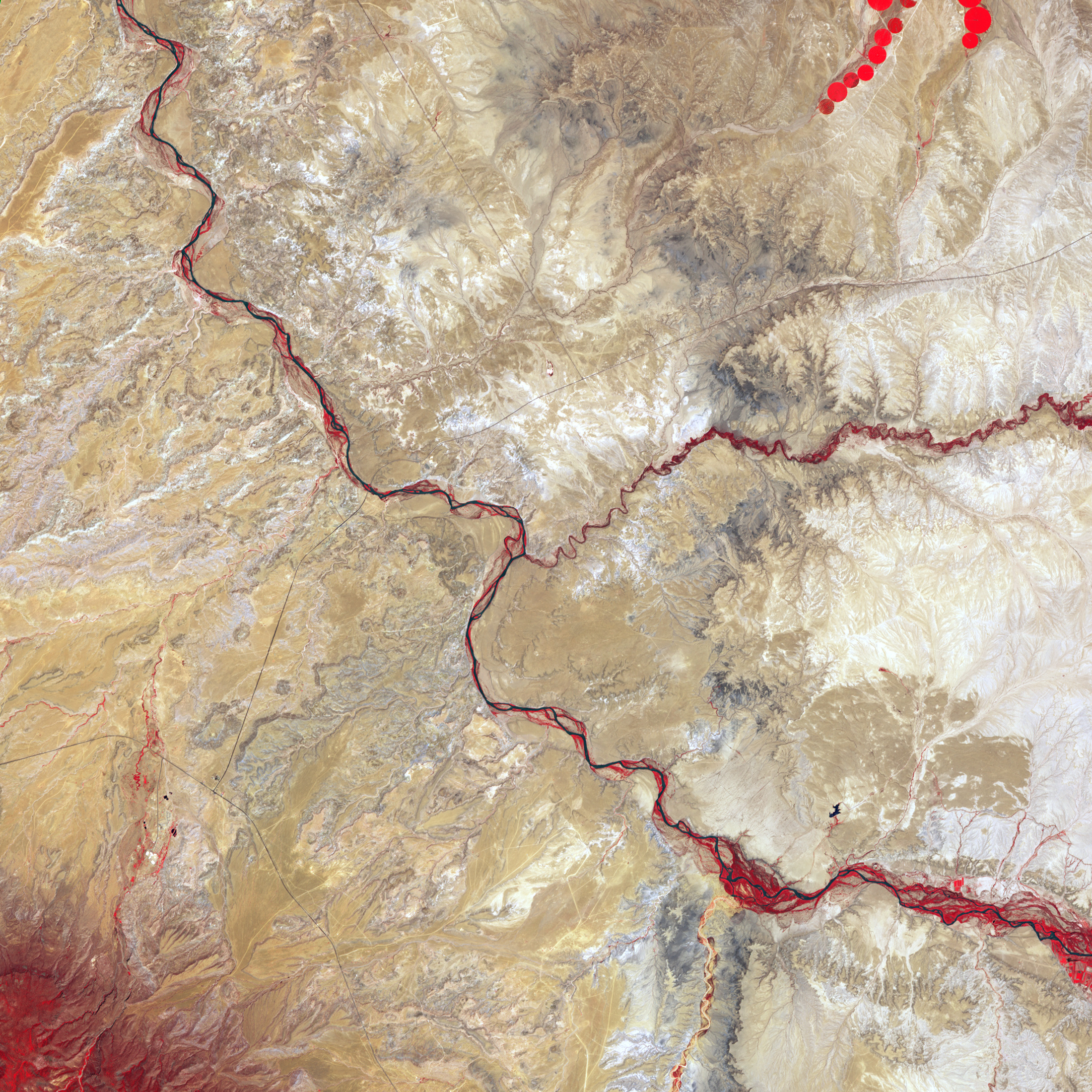
フォー・コーナーズの衛星画像。赤い線は植生界。

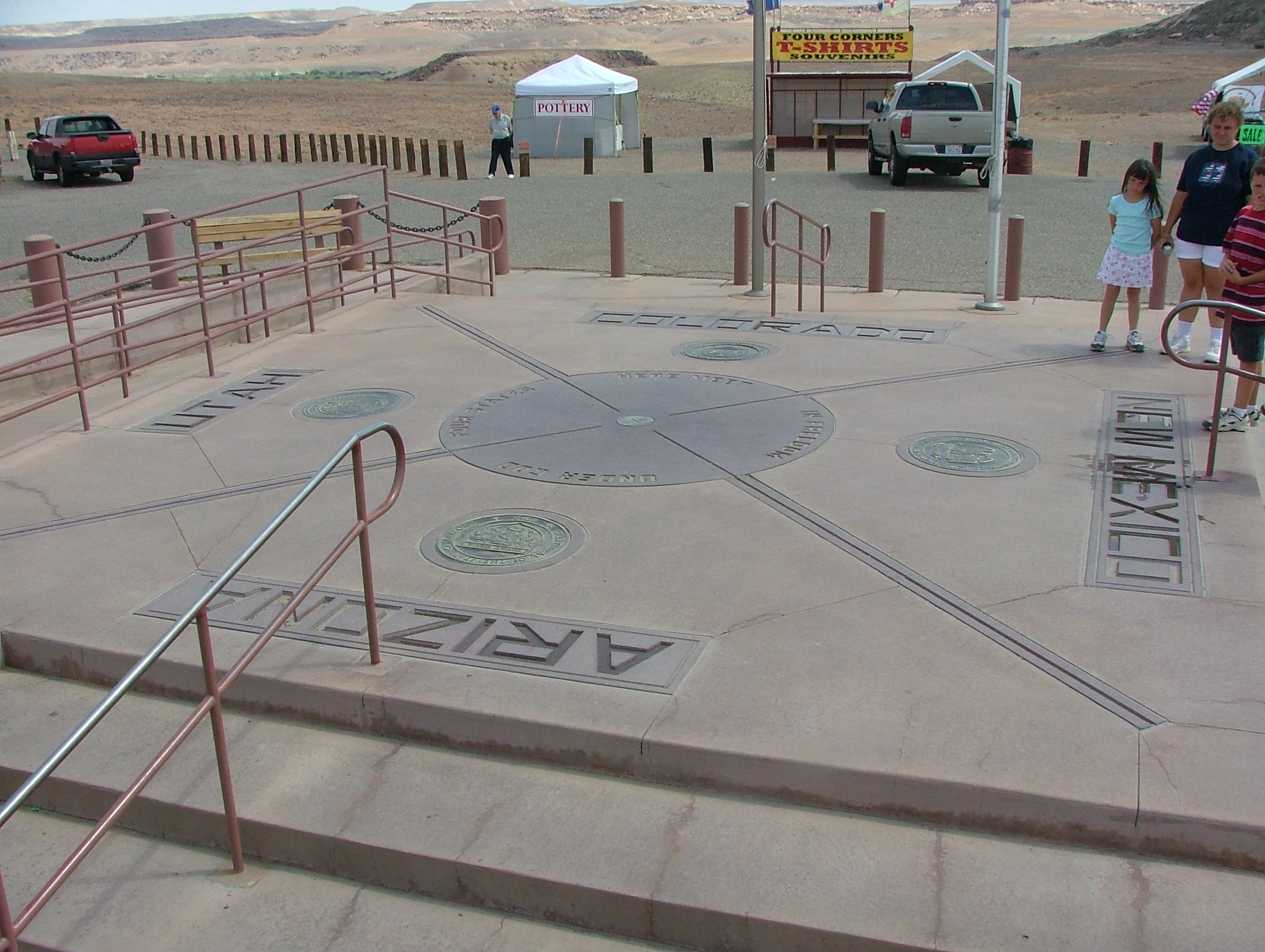
フォー・コーナーズ・モニュメント

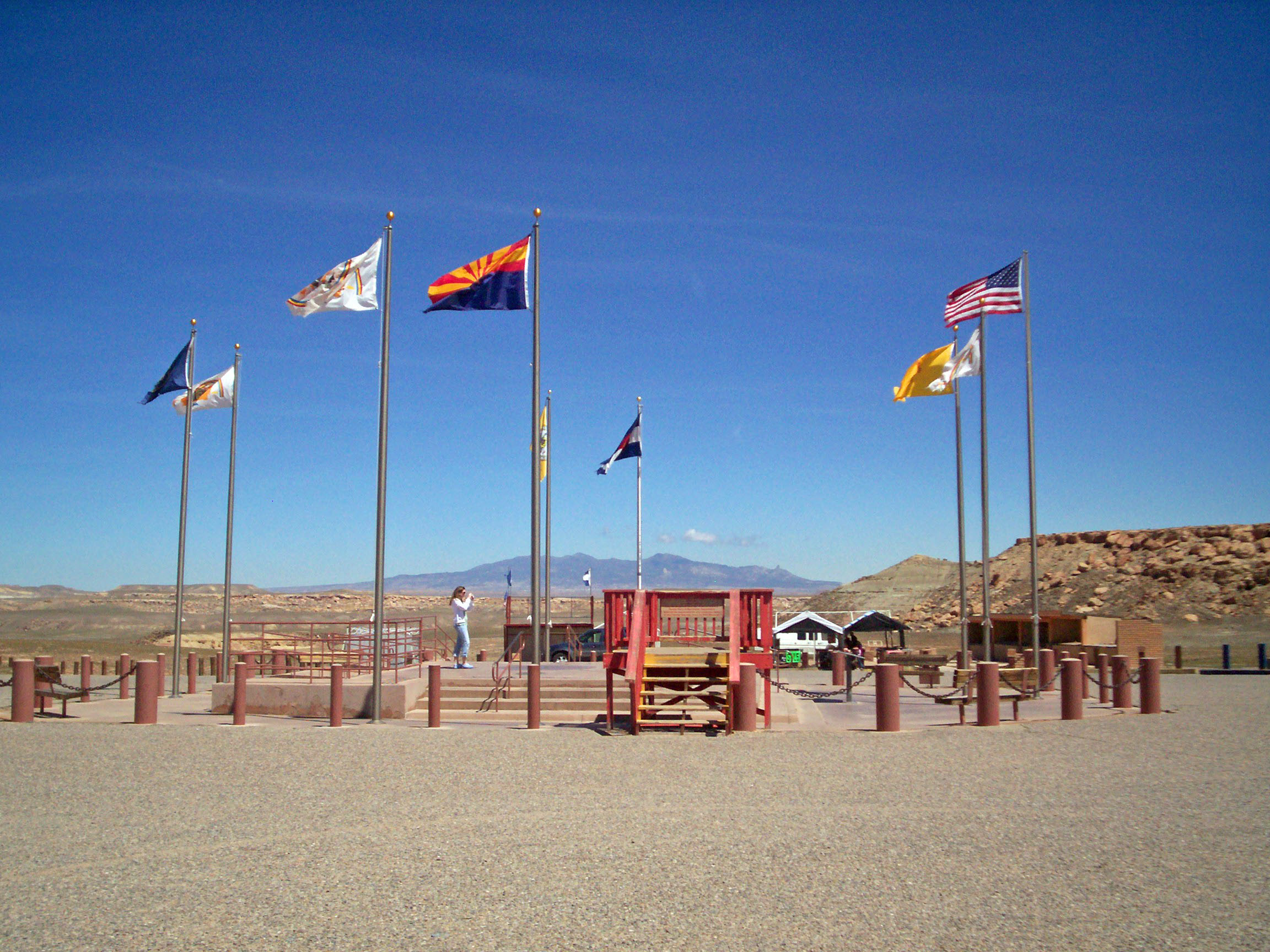
フォー・コーナーズ・モニュメントを囲んで立っている旗。写真の正面から時計回りにアリゾナ州旗、ナバホ・ネイションの旗、2011年以前のユタ州旗、ナバホ・ネイションの旗（2本目）、山岳ユト居留地の旗、コロラド州旗、ニューメキシコ州旗、ナバホ・ネイションの旗（3本目）、アメリカ合衆国旗である。

フォー・コーナーズ（英語: Four Corners）は、アメリカ西部にある、4つの州の境界線が集まった地点のことであり、その周辺地域の呼称でもある。
フォー・コーナーズの北西はユタ州、北東はコロラド州、南東はニューメキシコ州、南西はアリゾナ州である。北緯37度0分0秒、西経109度3分0秒（ワシントン子午線西経32度0分0秒）に位置している。
フォー・コーナーズは、アメリカ合衆国内で4つの州の境界線が一点で交わっている（四重境界点）唯一の場所であり、コロラド高原の中央付近に位置している。フォー・コーナーズには、州名と州境を表示した記念碑（フォー・コーナーズ・モニュメント）が設置されている。
フォー・コーナーズ地域の大半はインディアン居留地に属する。コロラド州域は山岳ユト居留地、その他の3州の領域はナバホ居留地であり、ナバホ居留地内部にホピ族居留地もある。

## 歴史
フォー・コーナーズを含む一帯（メキシコ割譲地）は、米墨戦争終結後の1848年に米国がメキシコから獲得した。1850年、1850年妥協によりニューメキシコ準州とユタ準州が設立された。1861年、コロラド準州が設立され、ユタ準州のうちワシントン子午線西経32度以東を取り込んだ。1863年、ニューメキシコ準州の西部を分割してアリゾナ準州を設立した。その境界線は、コロラド準州の南西の角から南に延長したものとして定義された。それまで、準州の境界は緯度・経度や川によって決めており、既にある準州の境界を元に決めたのは初めてだった。この規定により、コロラド準州の州境の測量時のミスにかかわらず、4州の州境が確実に一点に集まることとなった。

## 地理
フォー・コーナーズ地域は、北緯36度59分56.3秒 西経109度02分42.6秒 / 北緯36.998972度 西経109.045167度座標: 北緯36度59分56.3秒 西経109度02分42.6秒 / 北緯36.998972度 西経109.045167度に位置するフォー・コーナーズを中心とする円形の地域と定義されている。
フォー・コーナーズ地域内にある保護地域は、キャニオン・デ・チェリー・ナショナル・モニュメント、ホーヴェンウィープ・ナショナル・モニュメント、メサ・ヴェルデ国立公園、モニュメント・バレーである。フォー・コーナーズ地域内にはユト山地、アバジョ山地、クスカ山地がある。

## 政治
フォー・コーナーズ・モニュメントには6つの管轄境界がある。アリゾナ州、コロラド州、ニューメキシコ州、ユタ州、ナバホ・ネーション、ユト山岳ユト部族である。フォー・コーナーズ・モニュメントはナバホ・ネイションの公園レクリエーション局によって管理されている。フォー・コーナーズ地域には他にホピ族および他のユト族の居留地内部もある。

## 都市
フォー・コーナーズ地域のほとんどは田舎である。ニューメキシコ州ファーミントンが、この地域の経済の中心で、最も大きな都市で、唯一の大都市統計地域である。フォー・コーナーズ・モニュメントに最も近い有人の町は、アリゾナ州ティース・ノス・ポスである。地域内の他の町は、コロラド州のCortezとデュランゴ、ユタ州のMonticelloとBlanding、アリゾナ州のKayentaとChinle、ニューメキシコ州のShiprock、アズテック、Bloomfieldである。

## 交通
この地域の空港は、ファーミントンのフォー・コーナーズ地方空港である。州間高速道路40号線がフォー・コーナーズ地域の南端を通っている。フォー・コーナーズ地域に直接つながる国道は、64号、160号（フォー・コーナーズ・モニュメントに接続する）、163号、191号、491号（旧666号）、550号である。
アッチソン・トピカ・アンド・サンタフェ鉄道の本線が、フォー・コーナーズ地域の南端を通っている。デンバー・アンド・リオグランデ・ウェスタン鉄道の本線がフォー・コーナーズ地域の東端を通り、支線がファーミントンまで通じていたが、保存鉄道となっているデュランゴ・アンド・シルバートン狭軌鉄道およびクンブレス・アンド・トルテック・シーニック鉄道以外は廃線になっている。ケイエンタ近くのブラックメサ炭鉱から火力発電所へ石炭を運ぶブラックメサ・アンド・レイクパウエル鉄道は、フォー・コーナーズ地域の近くを通る。